# Битка код Смиловца
Јануара 1907. бугарске чете, предвођене војводом Секулом и подвојводом Стојаном Младеновом, су ушле у село Смиловце (Велешка каза). То је сазнао Василије Трбић, чија чета је кренула према Бугарима заједно са четом Јована Бабунском, свега 40 четника. Ујутро 12. јануара 1907. четници су опколили село Смиловце.

## Борба и последице
Изненађени бугараши и сељаци ангажовани од Бугара почели су да беже, што је довело до пометње и ослабило отпор бугарских чета. Борба је, према извештају поднетом Скопском одбору, трајала око пет часова, до доласка турске војске, када су се четници повукли. У борби је погинуо бугарски подвојвода Стојан Младенов, док је рањени војвода Секула успео да побегне. Заробљена су четворица комита, које су везане водили по селима. Заплењено је седам манлихерки са муницијом, један двоглед, два револвера и нешто четне архиве (недовољно за сазнавање бугарских планова). Јован Бабунки у извештају није навео број побијених комита, али је навео да их је у бекству много погинуло. Податке о броју погинулих дају Скопски одбор (на основу извештаја из Велеса) и Василије Трбић. Према Скопском одбору погинуло је осам комита, по Трбићу дванаест. Српске чете у овој борби нису имале губитака.
Ојачана српска чета у Скопској Црној Гори, предвођена предузимљивим војводом Петком Илићем-Нагоричким организовала је и завела ред у Бањану, Горњану, Чучеру, Гливу, Кучевишту, Побужју и Бродцу. Скопски одбор јој није дозволио да уђе у Мирковце и Булачане, пошто се у њима налазила турска војна посада. Према замисли Скопског одбора чекали су пролеће, да окопни снег, ослободи Кучково и два села у Тетовској кази, да би се одлободила локална бугарашка села.

## Реаговање ВМОРОа
Јануарским успесима у великој мери допринео је и расцеп у ВМОРО. Поред константног сукоба са врховистима и редовима ове организације издвојиле су се три фракције: Грујев-Гарванов, Сарафов-Ђорђе Петров и Сандански-Поп Арсов. Оне су уносиле размирице и доскора јединствену организацију. Најјача од њих је била група Грујев-Гарвранов, која је за предстојећи Конгрес ВМОРО давала 8 од 18 делегата. Групе Сарафов-Петров и Сандански-Поп Арсов биле су заступљене са шест односно 4 делегата. Циљ Конгреса је био да се сузбије офанзива српских и грчких чета. Такође требало је приступити интернационализацији македонског питања. Ово би се постигло тако што би се одредили делегати који ће велесилама изложити несносно стање у Македонији и фијаско мирцштетског реформног плана. Као решење за овај проблем тражиће се аутономија за Македонију. Поред агитације европских велесила предвиђена је и одговарајућа акција у САД.